# Xanthomima melanura
Xanthomima melanura là một loài bướm đêm trong họ Geometridae.